# Tim Iroegbunam
Tim Iroegbunam (Great Barr, Birmingham, Inglaterra, 30 de junio de 2003) es un futbolista inglés. Juega de centrocampista y su equipo es el Everton F. C. de la Premier League.

## Trayectoria
Comenzó su carrera en la cantera del amateur Sutton United, en el club jugó junto a Louie Barry, quien sería su compañero en West Bromwich y Aston Villa.
Del Sutton, pasó a las inferiores del West Bromwich Albion F. C., donde en el primer equipo solo apareció en la banca en el encuentro de la Premier League contra el Leeds United F. C. el 23 de mayo de 2021.
El 29 de julio de 2021 fichó por el Aston Villa F. C. Debutó en su nuevo club el 26 de febrero de 2022 contra el Brighton & Hove Albion F. C. en la Premier. La temporada siguiente fue cedido al Queens Park Rangers F. C. Tras esta segunda cesión volvió al equipo de Birmingham y llegó a debutar en competición europea antes de marcharse defivinitivamente en junio de 2024 después de ser traspasado al Everton F. C.

## Selección nacional
Debutó con la selección de Inglaterra sub-19 el 23 de marzo de 2022 contra la Irlanda por la clasificación para el Campeonato de Europa Sub-19 de la UEFA 2022. En junio fue titular en el equipo que ganó el torneo.

## Estadísticas
Actualizado al último partido disputado el 10 de mayo de 2025.
| Club                                  | Div.          | Temporada     | Liga  | Liga  | Copas nacionales | Copas nacionales | Copas internacionales | Copas internacionales | Total | Total |
| Club                                  | Div.          | Temporada     | Part. | Goles | Part.            | Goles            | Part.                 | Goles                 | Part. | Goles |
| ------------------------------------- | ------------- | ------------- | ----- | ----- | ---------------- | ---------------- | --------------------- | --------------------- | ----- | ----- |
| West Bromwich Albion F. C. Inglaterra | 1.ª           | 2020-21       | 0     | 0     | 0                | 0                | ―                     | ―                     | 0     | 0     |
| West Bromwich Albion F. C. Inglaterra | Total club    | Total club    | 0     | 0     | 0                | 0                | 0                     | 0                     | 0     | 0     |
| Aston Villa F. C. Inglaterra          | 1.ª           | 2021-22       | 3     | 0     | 0                | 0                | ―                     | ―                     | 3     | 0     |
| Aston Villa F. C. Inglaterra          | 1.ª           | 2022-23       | 0     | 0     | 1                | 0                | ―                     | ―                     | 1     | 0     |
| Queens Park Rangers F. C. Inglaterra  | 2.ª           | 2022-23       | 32    | 2     | 0                | 0                | ―                     | ―                     | 32    | 2     |
| Queens Park Rangers F. C. Inglaterra  | Total club    | Total club    | 32    | 2     | 0                | 0                | 0                     | 0                     | 32    | 2     |
| Aston Villa F. C. Inglaterra          | 1.ª           | 2023-24       | 9     | 0     | 1                | 0                | 5                     | 0                     | 15    | 0     |
| Aston Villa F. C. Inglaterra          | Total club    | Total club    | 12    | 0     | 2                | 0                | 5                     | 0                     | 19    | 0     |
| Everton F. C. Inglaterra              | 1.ª           | 2024-25       | 18    | 0     | 3                | 0                | ―                     | ―                     | 21    | 0     |
| Everton F. C. Inglaterra              | Total club    | Total club    | 18    | 0     | 3                | 0                | 0                     | 0                     | 21    | 0     |
| Total carrera                         | Total carrera | Total carrera | 62    | 2     | 5                | 0                | 5                     | 0                     | 72    | 2     |

## Palmarés

### Títulos internacionales
| Título                               | Selección                      | País       | Año  |
| ------------------------------------ | ------------------------------ | ---------- | ---- |
| Campeonato Europeo de la UEFA Sub-19 | Selección de Inglaterra sub-19 | Eslovaquia | 2022 |

## Vida personal
Nacido en Inglaterra, es descendiente nigeriano.